# Bernard Legrand (homme politique)
Pour l’article homonyme, voir Bernard Legrand (maître-verrier).
Bernard Legrand, né le 15 mai 1924 à Châteaubriant et mort le 31 janvier 1997 au Pouliguen, est un homme politique français.
Dessinateur industriel, il fut maire de La Chapelle-des-Marais (1959-1974) et conseiller général de la Loire-Atlantique (canton d'Herbignac) (1961-1985).

## Détail des fonctions et des mandats
Mandat parlementaire
- 22 septembre 1974 au 1er octobre 1992 : Sénateur de la Loire-Atlantique